# Age of Reason (Black Sabbath)
Age of Reason è un singolo del gruppo musicale britannico Black Sabbath, pubblicato il 19 aprile 2014 come secondo estratto dal diciannovesimo album in studio 13.

## Tracce
1. Age of Reason – 7:01